# Aristida oligantha
Aristida oligantha är en gräsart som beskrevs av André Michaux. Aristida oligantha ingår i släktet Aristida och familjen gräs. Inga underarter finns listade i Catalogue of Life.